# 凤州 (辽朝)
凤州，中国辽朝时设置的头下军州。
辽圣宗统和三年（985年）之前，设置凤州。治今吉林省公主岭市毛城子镇城子村。稿离国故地，渤海国之安宁郡境，南王府五帐分地。在韩州北二百里，西北至上京九百里。四千户。金国废除。